# 生没同日
生没同日（せいぼつどうじつ）は、誕生日と命日が同じ日であること。ただし、生まれた時点で既に死亡している場合（死産）や、生まれた当日中に死亡した場合は通常は生没同日には含まれない。

## 生没同日の著名人物

### 凡例
- デフォルトでは生年月日の昇順に配列。
- 背景色が灰色の人物は旧暦における生没同日の人物で、表中のアスタリスク*付きの日付はすべて旧暦の日付である。
- 没年月日の列は没年の順ではなく月日の順にソートされる。
- 没年齢は満年齢である。生没同日であるため、これらの人々は「満XX歳の誕生日に死去した」ということになる。ただし、旧暦における生没同日についてはこの限りではない。

### 一覧
| 名前                                 | 生年月日                           | 没年月日                           | 職業/肩書き/地位                                                           | 没年齢 | 事由 | 備考/補足 |
| ------------------------------------ | ---------------------------------- | ---------------------------------- | -------------------------------------------------------------------------- | ------ | ---- | --- |
| 尊快入道親王                         | 元久元年4月2日* (1204年5月3日)     | 寛元4年4月2日* (1246年4月19日)     | 後鳥羽天皇第7皇子                                                          | 43歳   | 病没 | 天台座主に任じられるが、直後に発生した承久の乱でその地位を追われたために歴代に含めず。                            |
| 足利義教                             | 明徳5年6月14日* (1394年7月12日)    | 嘉吉元年6月24日* (1441年7月12日)   | 室町幕府第6代将軍                                                          | 47歳   | 暗殺 | 嘉吉の乱の際に暗殺                                                                                                |
| エリザベス・オブ・ヨーク             | 1466年2月11日                      | 1503年2月11日                      | イングランド王ヘンリー7世妃                                                | 37歳   | 病没 | 産褥死 |
| ラファエロ・サンティ                 | 1483年4月6日                       | 1520年4月6日                       | 画家、建築家                                                               | 37歳   | 病没 | ダヴィンチ、ミケランジェロとともにルネサンスを代表する画家・建築家                                                |
| エティエンヌ・ドレ                   | 1509年8月3日                       | 1546年8月3日                       | ラテン語学者、翻訳家、印刷・出版業者、人文主義者                           | 37歳   | 刑死 | |
| エンリケ1世                          | 1512年1月31日                      | 1580年1月31日                      | ポルトガル王国国王                                                         | 68歳   |      | |
| 織田信包                             | 天文12年7月17日* (1543年8月17日)   | 慶長19年7月17日* (1614年8月22日)   | 丹波柏原藩主                                                               | 71歳   | 病没 | 大坂冬の陣直前に大坂城内で吐血し急死                                                                              |
| 花山院定熙                           | 永禄元年11月12日* (1558年12月21日) | 寛永11年11月12日* (1634年12月31日) | 公卿、左大臣                                                               | 76歳   |      | |
| 加藤清正                             | 永禄5年6月24日* (1562年7月25日)    | 慶長16年6月24日* (1611年8月2日)    | 熊本城主                                                                   | 49歳   | 病没 | |
| ミヒャエル・プレトリウス             | 1571年2月15日                      | 1621年2月15日                      | ドイツの作曲家                                                             | 50歳   |      | |
| ヨハネス・ヘヴェリウス               | 1611年1月28日                      | 1687年1月28日                      | 天文学者                                                                   | 76歳   |      | |
| 大村純長                             | 寛永13年8月21日* (1636年9月20日)   | 宝永3年8月21日* (1706年9月27日)    | 大村藩主                                                                   | 70歳   |      | |
| 志太野坡                             | 寛文2年1月3日* (1662年2月21日)     | 元文5年1月3日* (1740年1月31日)     | 俳人                                                                       | 77歳   | 病没 | 蕉門十哲の一人 |
| 林子平                               | 元文3年6月21日* (1738年8月6日)     | 寛政5年6月21日* (1793年7月28日)    | 経世家                                                                     | 54歳   |      | |
| 夏目甕麿                             | 安永2年5月5日* (1773年6月24日)     | 文政5年5月5日* (1822年6月23日)     | 国学者                                                                     | 48歳   | 溺死 | |
| マックス・フォン・ シェッケンドルフ  | 1783年12月11日                     | 1817年12月11日                     | ドイツの詩人                                                               | 34歳   |      | |
| オリバー・ハザード・ペリー           | 1785年8月23日                      | 1819年8月23日                      | アメリカ海軍の軍人                                                         | 34歳   | 病没 | 米英戦争の英雄でマシュー・カルブレース・ペリーの兄                                                                |
| カメハメハ5世                        | 1830年12月11日                     | 1872年12月11日                     | ハワイ王国第5代国王                                                        | 42歳   |      | |
| 坂本龍馬                             | 天保6年11月15日* (1836年1月3日)    | 慶応3年11月15日* (1867年12月10日)  | 海援隊隊長                                                                 | 31歳   | 暗殺 | 近江屋事件 |
| ファーディナンド・ド・ロスチャイルド | 1839年12月17日                     | 1898年12月17日                     | イギリスの政治家、地主                                                     | 59歳   |      | ロスチャイルド家一族                                                                                              |
| 黒川治愿                             | 1847年5月29日 (弘化4年4月15日*)    | 1897年5月29日                      | 愛知県技師                                                                 | 50歳   | 病没 | 初代愛知県土木課長                                                                                                |
| ジュゼッピーナ・ボツァッキ           | 1853年11月23日                     | 1870年11月23日                     | イタリアのバレエダンサー                                                   | 17歳   | 病没 | 天然痘 |
| フーゴー・ユンカース                 | 1859年2月3日                       | 1935年2月3日                       | ドイツの実業家・航空技術者                                                 | 76歳   |      | |
| 落合直文                             | 1861年12月16日 (文久元年11月15日*) | 1903年12月16日                     | 国文学者、歌人                                                             | 42歳   | 病没 | 糖尿病 |
| 高木顕明                             | 1864年6月24日 (元治元年5月21日*)   | 1914年6月24日                      | 僧侶 幸徳事件被告                                                          | 50歳   | 自殺 | 秋田刑務所で獄中自殺                                                                                              |
| レナ・ライス                         | 1866年6月21日                      | 1907年6月21日                      | アイルランドの元女子テニス選手                                             | 41歳   | 病没 | 結核 |
| アーノルド・ベネット                 | 1867年5月27日                      | 1931年5月27日                      | イギリスの小説家                                                           | 64歳   | 病没 | 腸チフス |
| 尾上梅幸 (6代目)                     | 1870年11月8日 (明治3年10月10日*)   | 1934年11月8日                      | 歌舞伎役者                                                                 | 64歳   | 病没 | |
| 佐藤良平                             | 1874年1月1日                       | 1948年1月1日                       | 政治家                                                                     | 74歳   |      | |
| ギャレット・サーヴィス               | 1878年12月23日                     | 1908年12月23日                     | アメリカの元陸上競技選手                                                   | 30歳   |      | |
| 二宮治重                             | 1879年2月17日                      | 1945年2月17日                      | 日本の軍人/文部大臣 陸軍中将                                               | 66歳   | 病没 | 小磯内閣の文部大臣に任命され半年つとめるも病に倒れ辞任、その1週間後に死去。                                       |
| ジョー・ティンカー                   | 1880年7月27日                      | 1948年7月27日                      | アメリカの元プロ野球選手                                                   | 68歳   | 病没 | 糖尿病からの合併症                                                                                                |
| 柴田雄次                             | 1882年1月28日                      | 1980年1月28日                      | 化学者 東京都立大学 (1949-2011)総長                                        | 98歳   |      | |
| 加藤正人                             | 1886年8月24日                      | 1963年8月24日                      | 政治家/参院議員                                                            | 77歳   |      | |
| 橋田東聲                             | 1886年12月20日                     | 1930年12月20日                     | 歌人・経済学者                                                             | 44歳   | 病没 | 腸チフス |
| 八代祐吉                             | 1890年2月1日                       | 1942年2月1日                       | 日本の軍人・海軍中将・第六根拠地隊司令官                                   | 52歳   | 戦死 | マーシャル・ギルバート諸島機動空襲で戦死                                                                          |
| アストリッド・サキリソン             | 1895年5月15日                      | 2008年5月15日                      | スウェーデン歴代最高齢者                                                   | 113歳  |      | |
| マシンガン・ケリー                   | 1895年7月18日                      | 1954年7月18日                      | ギャング                                                                   | 59歳   | 病没 | レブンワース連邦刑務所にて心臓発作のため獄死。                                                                    |
| バッキー・ハリス                     | 1896年11月8日                      | 1977年11月8日                      | アメリカの元プロ野球選手                                                   | 81歳   |      | |
| 西音松                               | 1897年1月1日                       | 1983年1月1日                       | 和食料理人                                                                 | 86歳   |      | |
| 三輪知雄                             | 1899年12月27日                     | 1979年12月27日                     | 植物学者 筑波大学初代学長                                                  | 80歳   |      | |
| アンドレ・ルーチス                   | 1900年7月16日                      | 1969年7月16日                      | フランス出身の元プロボクサー                                               | 69歳   |      | |
| 三遊亭圓生 (6代目)                   | 1900年9月3日                       | 1979年9月3日                       | 落語家                                                                     | 79歳   | 病没 | 誕生日の高座で一席演じた直後、心筋梗塞で倒れそのまま死去。                                                        |
| 中村是好                             | 1900年12月6日                      | 1989年12月6日                      | 俳優                                                                       | 89歳   | 老衰 | |
| ギャビー・ハートネット               | 1900年12月20日                     | 1972年12月20日                     | アメリカの元プロ野球選手                                                   | 72歳   | 病没 | 肝硬変 |
| 中村正常                             | 1901年11月6日                      | 1981年11月6日                      | 作家                                                                       | 80歳   |      | 中村メイコの父 |
| 金子金五郎                           | 1902年1月6日                       | 1990年1月6日                       | 将棋棋士                                                                   | 88歳   | 病没 | |
| 林虎雄                               | 1902年7月15日                      | 1987年7月15日                      | 長野県知事/参議院議員                                                      | 85歳   | 病没 | |
| 永井大三                             | 1903年1月20日                      | 1988年1月20日                      | 朝日新聞社常務取締役                                                       | 85歳   |      | |
| 小津安二郎                           | 1903年12月12日                     | 1963年12月12日                     | 映画監督                                                                   | 60歳   | 病没 | |
| 丹羽喬四郎                           | 1904年3月30日                      | 1978年3月30日                      | 政治家/衆院議員                                                            | 74歳   | 病没 | 腸閉塞。丹羽雄哉の父                                                                                              |
| 大木金次郎                           | 1904年8月3日                       | 1989年8月3日                       | 経済学者 青山学院大学学長                                                  | 85歳   |      | |
| 岩間正男                             | 1905年11月1日                      | 1989年11月1日                      | 政治家/参院議員 歌人                                                       | 84歳   |      | 無所属のち日本共産党所属。北原白秋に師事した歌人でもあった。                                                      |
| 永瀬清子                             | 1906年2月17日                      | 1995年2月17日                      | 詩人                                                                       | 89歳   | 病没 | 脳梗塞 |
| 原四郎                               | 1908年2月15日                      | 1989年2月15日                      | 新聞記者                                                                   | 81歳   |      | |
| 清水将夫                             | 1908年10月5日                      | 1975年10月5日                      | 俳優                                                                       | 67歳   | 病没 | 脊椎関係の病気から肺炎を併発して死去。                                                                            |
| 杉山寧                               | 1909年10月20日                     | 1993年10月20日                     | 日本画家                                                                   | 84歳   |      | 三島由紀夫の岳父                                                                                                  |
| バート・パテナウデ                   | 1909年11月4日                      | 1974年11月4日                      | アメリカの元サッカー選手                                                   | 65歳   |      | |
| クルト・マイヤー                     | 1910年12月23日                     | 1961年12月23日                     | ドイツの軍人 武装親衛隊少将                                                | 51歳   | 病没 | パンツァー・マイヤーの異名で知られる装甲指揮官。心臓発作により急逝。                                              |
| 吉澤章                               | 1911年3月14日                      | 2005年3月14日                      | 折り紙作家                                                                 | 94歳   | 病没 | 肺炎 |
| 田内千鶴子                           | 1912年10月31日                     | 1968年10月31日                     | クリスチャン                                                               | 56歳   | 病没 | 韓国で孤児救済に尽力。肺癌のため死去。                                                                            |
| 徳川慶光                             | 1913年2月6日                       | 1993年2月6日                       | 公爵、貴族院議員                                                           | 80歳   | 病没 | パーキンソン病で死去。徳川慶喜の孫                                                                                |
| 北井正雄                             | 1913年8月7日                       | 1937年8月7日                       | 日本の現役プロ野球選手                                                     | 24歳   | 病没 | 腸チフス |
| イルマリ・ユーティライネン           | 1914年2月21日                      | 1999年2月21日                      | フィンランドの軍人                                                         | 85歳   |      | 冬戦争の撃墜王 |
| マリア・フェリックス                 | 1914年4月8日                       | 2002年4月8日                       | メキシコ出身の女優                                                         | 88歳   |      | |
| 猪木正道                             | 1914年11月5日                      | 2012年11月5日                      | 政治学者                                                                   | 98歳   | 老衰 | |
| イングリッド・バーグマン             | 1915年8月29日                      | 1982年8月29日                      | 女優                                                                       | 67歳   | 病没 | 乳癌で死去。 |
| 天中軒雲月 (4代目)                   | 1916年3月31日                      | 1995年3月31日                      | 浪曲師                                                                     | 79歳   |      | |
| 吉國一郎                             | 1916年9月2日                       | 2011年9月2日                       | 官僚、プロ野球コミッショナー                                               | 95歳   | 病没 | 肺炎 |
| 南村侑広                             | 1917年4月17日                      | 1990年4月17日                      | 日本の元プロ野球選手                                                       | 73歳   |      | 旧名南村不可止 |
| 三木睦子                             | 1917年7月31日                      | 2012年7月31日                      | 三木武夫の妻                                                               | 95歳   | 病没 | 大腸腫瘍のため死去。                                                                                              |
| 斉藤滋与史                           | 1918年8月9日                       | 2018年8月9日                       | 実業家・政治家                                                             | 100歳  | 病没 | 心不全 |
| トニー・トゥレク                     | 1919年1月18日                      | 1984年1月18日                      | ドイツの元サッカー選手                                                     | 65歳   |      | |
| ジェームズ・ラブロック               | 1919年7月26日                      | 2022年7月26日                      | イギリスの科学者                                                           | 103歳  |      | |
| フィリッパ・フット                   | 1920年10月3日                      | 2010年10月3日                      | イギリスの哲学者                                                           | 90歳   |      | |
| ベティ・フリーダン                   | 1921年2月4日                       | 2006年2月4日                       | アメリカのフェミニスト                                                     | 85歳   | 病没 | |
| クリス・マルケル                     | 1921年7月29日                      | 2012年7月29日                      | フランスの映画監督、作家、 マルチメディアアーティスト                      | 91歳   |      | |
| 船越英二                             | 1923年3月17日                      | 2007年3月17日                      | 俳優                                                                       | 84歳   | 病没 | 船越英一郎の父。脳梗塞で倒れ、2日後に死去。                                                                       |
| 木村資生                             | 1924年11月13日                     | 1994年11月13日                     | 遺伝学者                                                                   | 70歳   | 事故 | 中立進化説の提唱者で日本人唯一のダーウィンメダル受賞者。自宅で転倒し頭部を強打、頭蓋内出血のため死去。            |
| 多田道太郎                           | 1924年12月2日                      | 2007年12月2日                      | フランス文学者                                                             | 83歳   | 病没 | 肺炎 |
| 大田昌秀                             | 1925年6月12日                      | 2017年6月12日                      | 沖縄県知事/参議院議員                                                      | 92歳   | 病没 | 呼吸不全・肺炎 |
| 斎藤寮                               | 1926年10月30日                     | 2015年10月30日                     | ラグビー選手、監督                                                         | 89歳   | 病没 | 肺炎 |
| 宮城まり子                           | 1927年3月21日                      | 2020年3月21日                      | 女優・歌手・福祉事業家                                                     | 93歳   | 病没 | 悪性リンパ腫により死去                                                                                            |
| ジョーイ・ギャロ                     | 1929年4月7日                       | 1972年4月7日                       | アメリカのマフィア・殺し屋                                                 | 43歳   | 暗殺 | 誕生日パーティーの最中に射殺された                                                                                |
| ミルトン・グレイザー                 | 1929年6月26日                      | 2020年6月26日                      | グラフィックデザイナー、イラストレーター、グラフィックアーティスト、芸術家 | 91歳   | 病没 | 脳卒中・腎不全 |
| 柳原良平                             | 1931年8月17日                      | 2015年8月17日                      | イラストレーター、漫画家、アニメーション作家、エッセイスト                 | 84歳   | 病没 | 呼吸不全により死去                                                                                                |
| 今井重幸                             | 1933年1月4日                       | 2014年1月4日                       | 作曲家・舞台演出家                                                         | 81歳   | 病没 | 食道がん |
| 原田武                               | 1933年1月29日                      | 2020年1月29日                      | フランス文学者                                                             | 87歳   | 老衰 | |
| 吉沢岳男                             | 1933年7月15日                      | 1971年7月15日                      | 日本の元プロ野球選手                                                       | 38歳   | 病没 | 脳出血 |
| 三隅佳子                             | 1934年9月7日                       | 2018年9月7日                       | 地方公務員                                                                 | 84歳   |      | |
| 藤尾茂                               | 1934年10月8日                      | 2022年10月8日                      | 日本の元プロ野球選手                                                       | 88歳   | 病没 | 急性循環不全 |
| 森川八洲男                           | 1937年3月2日                       | 2022年3月2日                       | 会計学者                                                                   | 85歳   |      | |
| フィリップ・ビゴ                     | 1942年9月17日                      | 2018年9月17日                      | フランスのパン職人・実業家                                                 | 76歳   | 病没 | |
| 川北紘一                             | 1942年12月5日                      | 2014年12月5日                      | 日本の特撮監督                                                             | 72歳   | 病没 | 肝不全 |
| 野村彰彦                             | 1943年9月13日                      | 2021年9月13日                      | 中央競馬元騎手・元調教師                                                   | 78歳   | 病没 | |
| 堀忠雄                               | 1945年6月29日                      | 2023年6月29日                      | 京都府和束町長                                                             | 78歳   | 事故 | 北海道中標津町の道路を横断中に車にはねられ死亡                                                                    |
| 阿藤快                               | 1946年11月14日                     | 2015年11月14日                     | 俳優                                                                       | 69歳   | 病没 | 胸部大動脈瘤破裂                                                                                                  |
| ボブ・ムース                         | 1947年10月9日                      | 1976年10月9日                      | アメリカの現役メジャーリーガー                                             | 29歳   | 事故 | 自動車事故死 |
| 青木一                               | 1948年10月9日                      | 2008年10月9日                      | 政治家/現職市長                                                            | 60歳   | 病没 | 長野県中野市長。胆嚢摘出手術後意識不明となり、翌月急性呼吸不全で死去。                                            |
| 岡田繁幸                             | 1950年3月19日                      | 2021年3月19日                      | 実業家・馬主・競走馬生産者                                                 | 71歳   |      | |
| 佐々木一夫                           | 1950年9月28日                      | 2008年9月28日                      | 地方競馬元騎手・調教師                                                     | 58歳   | 自殺 | |
| J・V・ケイン                         | 1951年7月27日                      | 1979年7月27日                      | アメリカの現役アメフト選手                                                 | 28歳   | 病没 | 心臓発作。アリゾナ・カージナルスの背番号88は永久欠番に。                                                          |
| 青木智仁                             | 1957年6月12日                      | 2006年6月12日                      | ベーシスト                                                                 | 49歳   | 病没 | 急性心不全により死去                                                                                              |
| ダイナマイト・キッド                 | 1958年12月5日                      | 2018年12月5日                      | イギリスのプロレスラー                                                     | 60歳   |      | |
| エアハルト・ロレタン                 | 1959年4月28日                      | 2011年4月28日                      | スイスの登山家                                                             | 52歳   | 事故 | 登山中の滑落死。                                                                                                  |
| 吉川徹                               | 1961年7月29日                      | 2015年7月29日                      | 演出家                                                                     | 54歳   | 自殺 | |
| 本田誠人                             | 1974年1月30日                      | 2021年1月30日                      | 俳優                                                                       | 47歳   | 病没 | 膵臓がんにより死去。                                                                                              |
| ヴァレリー・チビネエフ               | 1988年3月3日                       | 2022年3月3日                       | ウクライナの軍人                                                           | 34歳   | 戦死 | 2022年2月24日にロシア大統領ウラジーミル・プーチンが起こしたウクライナ侵略戦争におけるホストメリの戦いにおいて戦死 |

### 動物
- メジロマックイーン（競走馬）：1987年4月3日 - 2006年4月3日（19歳）

## 逸話
- 明代の随筆『五雑組』には金国の進士である田特秀という人物が、「5月5日に生まれ幼名を五児といい25歳で郷試に合格し科挙の四段階をすべて5位で通過し55歳で5月5日に亡くなった」という話が紹介されている[3]。
- 太宰治は「誕生日に自殺したので生没同日」と誤解されていることが多いが、誕生日である6月19日に亡くなったのではなく、誕生日に遺体が発見された。1909年6月19日に生まれ、1948年6月13日に行方不明になり、玉川上水で愛人の山崎富栄と入水心中したと推定される。その後、39回目の誕生日である同年6月19日に遺体が発見された。太宰を偲ぶ会である「桜桃忌」は6月19日である。